# Puig Drau
Puig Drau är ett berg i Spanien.   Det ligger i provinsen Província de Barcelona och regionen Katalonien, i den östra delen av landet, 500 km öster om huvudstaden Madrid. Toppen på Puig Drau är 1 344 meter över havet.
Terrängen runt Puig Drau är huvudsakligen kuperad, men österut är den bergig. Runt Puig Drau är det ganska tätbefolkat, med 60 invånare per kvadratkilometer. Närmaste större samhälle är Granollers, 18,8 km söder om Puig Drau. I omgivningarna runt Puig Drau växer i huvudsak blandskog.